# Pirámide inca

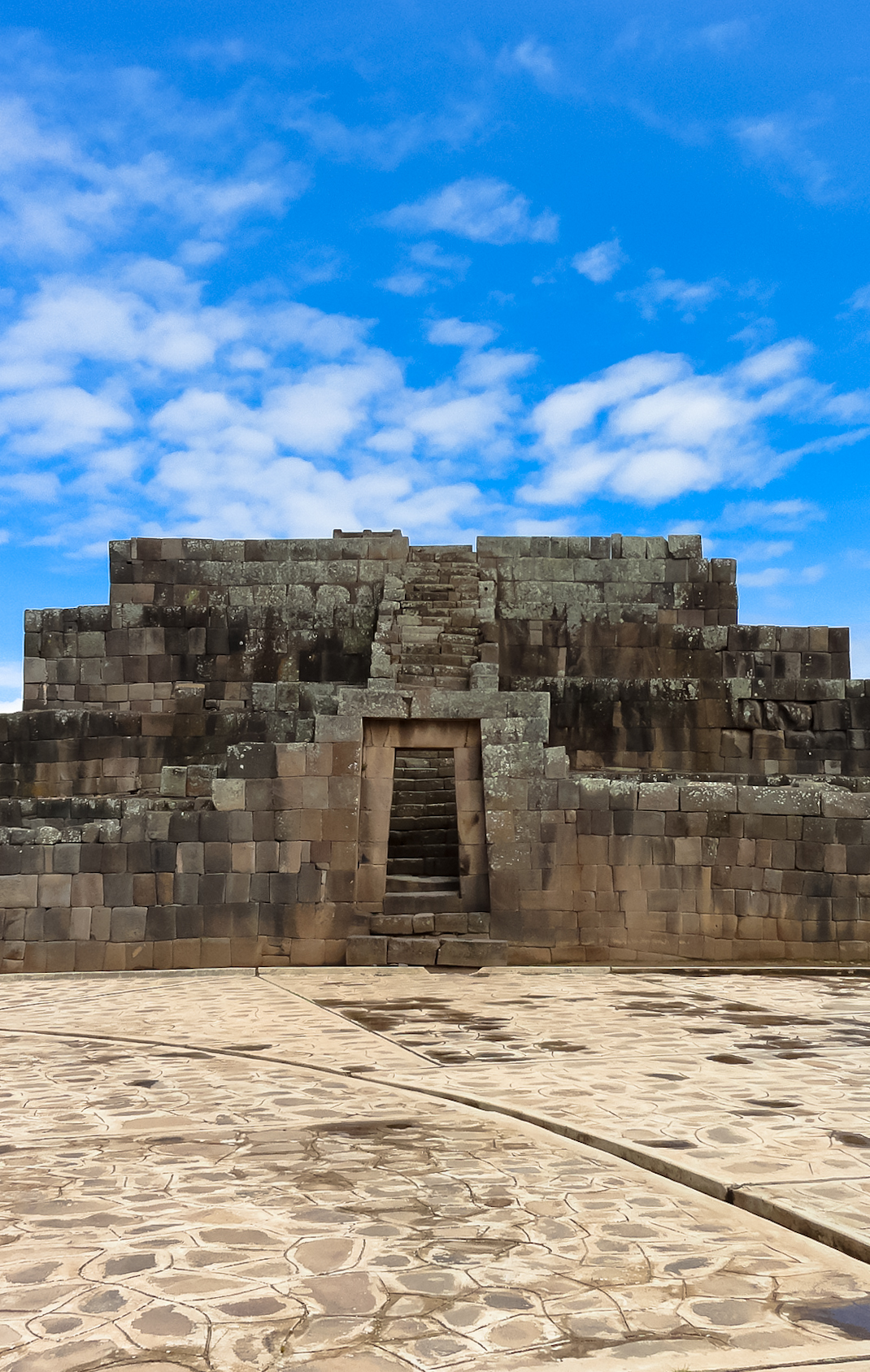
Ushno o Pirámide Inca, en Vilcashuamán, Ayacucho, Perú.

Los edificios incas más antiguos estaban construidos en adobe y otros materiales. Las estructuras permanentes o monumentales construidas en piedra o  (ladrillo sin cocer) se desarrollaron principalmente en Mesoamérica y en la zona central andina.
Las técnicas de construcción precolombinas eran rudimentarias. La mayor parte de las estructuras se construían con el sistema de columna y dintel o de vigas horizontales sin arcos, aunque la cultura Chavín de Perú y la maya de Mesoamérica emplearon el arco falso o bóveda de piedra salediza, que consiste en colocar una piedra sobre otra para conseguir una forma de arco. Utilizaban más herramientas de piedra que de metal, y tanto el transporte como la construcción de edificios como las pirámides, palacios, tumbas y templos sobre basamentos escalonados, se llevaban a cabo manualmente sin ayuda de ningún tipo de maquinaria.
La pirámide pre-colombina era considerada como algo diferente a su equivalente egipcia, ya que no estaba construida con fines funerarios sino como residencia de una deidad. Sin embargo, excavaciones recientes confirman de modo reiterado que solían incorporarse tumbas a las pirámides. Los pictogramas de los códices, (ver Paleografía) permiten suponer que las pirámides tenían gran importancia cívica y cultural. El símbolo azteca para representar la conquista era una pirámide en llamas en la que el calli, o casa del dios (el templo mayor), había sido derribado por el conquistador. Para hacerlas aún más monumentales e incrementar así el prestigio del gobernante, muchas de las pirámides mesoamericanas se reconstruían periódicamente sobre una estructura ya existente si bien esta práctica se relacionaba con cada cambio de era y se conmemoraba construyendo una pirámide nueva encima de las anteriores.
En el 2007 el arqueólogo Tom Dillehay describe la existencia en la zona de Lumaco, Chile, de 300 túmulos mapuches cónicos, que denomina cuel. En algunos casos superan los 40 metros de altura. Estas edificaciones, según el autor, serían fruto de la influencia inca sobre dicha etnia. Se habrían levantado entre el siglo XIV y la conquista española.